# Municipio de Ashley (Illinois)
El municipio de Ashley (en inglés: Ashley Township) es un municipio ubicado en el condado de Washington en el estado estadounidense de Illinois. En el año 2010 tenía una población de 816 habitantes y una densidad poblacional de 12,89 personas por km².

## Geografía
El municipio de Ashley se encuentra ubicado en las coordenadas 38°19′54″N 89°12′9″O / 38.33167, -89.20250. Según la Oficina del Censo de los Estados Unidos, el municipio tiene una superficie total de 63.31 km², de la cual 63,25 km² corresponden a tierra firme y (0,09 %) 0,06 km² es agua.

## Demografía
Según el censo de 2010, había 816 personas residiendo en el municipio de Ashley. La densidad de población era de 12,89 hab./km². De los 816 habitantes, el municipio de Ashley estaba compuesto por el 97,92 % blancos, el 0,61 % eran afroamericanos, el 0,12 % eran amerindios, el 0,61 % eran de otras razas y el 0,74 % eran de una mezcla de razas. Del total de la población el 1,72 % eran hispanos o latinos de cualquier raza.